# 井伊直武
井伊 直武（いい なおたけ、慶安3年（1650年） - 元禄10年6月8日（1697年7月25日））は、遠江掛川藩の第2代藩主。直勝系井伊家3代。
初代藩主・井伊直好の長男。母は形原松平家信の娘。正室は津藩主・藤堂高次の娘（安藤重之の養女）。子に直朝（長男）、直堅（次男）、娘（小笠原信秀正室）。官位は従五位下、伯耆守。
幼名は万千代。菊千代。寛文12年（1672年）、父の死で後を継ぐ。暗愚な人物で淫らな行為を繰り返し、藩政を悪化させたと言われている。ただし『土芥寇讎記』の評では行政能力は欠けているが悪気があるわけではなく、柔和で性格はいいと評されている。ただし性格の良さだけが評価できる点、ともされている。
元禄7年（1694年）11月12日、長男・直朝に家督を譲って隠居し、同10年（1697年）6月8日に48歳で死去した。法号は高節元義原忠院。

## 系譜
父母
- 井伊直好（父）
- 松平家信の娘（母）

正室
- 安藤重之の養女 ー 藤堂高次の娘

子女
- 井伊直朝（長男）生母は正室
- 井伊直堅（次男）
- 小笠原信秀正室